# Ondřej II. z Windisch-Grätze
Ondřej II. z Windisch-Graetze (německy Andreas II. von Windisch-Graetz, 1567–1600) byl rakouský šlechtic z hraběcího rodu Windisch-Graetze (dnes Sloven Gradec, Slovinsko) v Rakousku.

## Původ
Narodil se jako syn hraběte Erasma II. z Windisch-Graetze († 1573/1575) a jeho třetí manželky svobodné paní Marie Markéty Ungnadové ze Suneku († 1573), dcery jihočeského magnáta Ondřeje Ungnada ze Suneku (1499–1557) a Johany Benigny (Bohunky) z Pernštejna nebo Anny Apolonie Langové z Wellenburgu.
Jeho děti byly kvůli protestantskému vyznání nuceny opustit zemi. 18. května 1822 byl rod povýšen do knížecího stavu.

### Manželství a potomstvo
Ondřej II. se dne 10. listopadu 1583 ve Štýrském Hradci oženil se svobodnou paní Reginou z Ditrichštejna-Finkensteinu (18. září 1567 – 1618, Štýrský Hradec), dcerou svobodného pána Zikmunda Jiřího z Ditrichštejna (1526–1593) a Anny Marie ze Starhembergu (1537–1597).  Manželé měli 8 dětí:  
- Erasmus Zikmund (* asi 1585/1586–1622), hrabě, ženatý 18. ledna 1609 s Reginou z Ditrichštejna († 1629); měli 4 děti.
- Karel I. (1. dubna 1588 – 25. srpna 1651), svobodný pán ze Steinu a Hohenbergenu, oženil se s I. s Marií Huberinovou († cca 1613), II. 1614 s Kunhutou z Feischtritz († asi 1622), III. 1622 s paní Annou Sidonií z Windisch-Graetze (26. listopadu 1600 – 25. prosince 1651); měl syna a tři dcery
- Barbora Alžběta, provdaná za Wilhelma z Radmansdorffu
- Bartoloměj (3. ledna 1593 – 23. listopadu 1633, Salzburg), svobodný pán, ženatý od 6. ledna 1620 s Annou Sidonií z Herbersteinu († 1654); rodiče básníka, císařského rady a diplomata  hraběte Gottlieba Amadea z Windisch-Graetze (13. března 1630, Řezno – 25. prosince 1695, Vídeň), od roku 1687 rytíře Řádu zlatého rouna
- Anna Markéta (* 1594), provdaná 14. září 1607 ve Welsu za svobodného pána Augustina III. z Kevenhüller-Eichelbergu (6. července 1580, Spital – 26. července 1625)
- Kryštof Jiří
- David Ondřej (3. dubna 1596 – 10. dubna 1636), svobodný pán, ženatý 10. února 1619 s Alžbětou z Rauberu (1592–1664); měli dva syny a čtyři dcery.
- Regina Kateřina (27. září 1597 – 1644, pohřbena v Kesteraker v Julitě, Švédsko), provdaná 1619 v Klagenfurtu za svobodného pána Pavla z Khevenhülleru (23. dubna 1593, Wernberg – 9. prosince 1655, Stockholm)